# Qarasu (Hacıqabul)
Qarasu è un comune dell'Azerbaigian situato nel distretto di Hacıqabul. Conta una popolazione di 2 407 abitanti.